# Deutscher Schauspielerpreis 2012
Der Deutsche Schauspielerpreis wurde am 12. Februar 2012 erstmals verliehen. Die Idee zu diesem Preis stammt von Antoine Monot Jr. Durch die Preisverleihung vor 600 Gästen im Berliner Maritim-Hotel führten Stefanie Sick und Antoine Monot Jr. Der Regierende Bürgermeister von Berlin Klaus Wowereit sprach eine Begrüßung. Die Jury bestand aus Jasmin Tabatabai (Vorsitzende), Tim Bergmann, Hans-Werner Meyer, Antoine Monot Jr., Thomas Schmuckert und Stefanie Stappenbeck.

## Preisträger und Nominierte
Im Folgenden die Preisträger und Nominierten.

### Schauspielerin in einer Hauptrolle

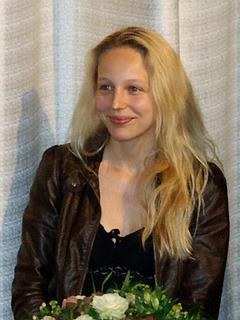
Petra Schmidt-Schaller bei der Premiere des Films Das geteilte Glück, Filmfest München 2010

Petra Schmidt-Schaller für Das geteilte Glück
Steffi Kühnert für Halt auf freier Strecke
Katja Riemann für Die Relativitätstheorie der Liebe und Die fremde Familie
Laudator: Peter Lohmeyer

### Schauspieler in einer Hauptrolle
Stefan Kurt für Dreileben
Olli Dittrich für Die Relativitätstheorie der Liebe
Milan Peschel für Halt auf freier Strecke
Laudatorin: Anna Loos

### Schauspielerin in einer Nebenrolle
Dagmar Manzel für Zettl und Die Unsichtbare
Jasna Fritzi Bauer für Barbara
Lisa Wagner für Tatort: Nie wieder frei sein
Laudator: Ulrich Höcherl (Chefredakteur Blickpunkt:Film)

### Schauspieler in einer Nebenrolle
Ulrich Noethen für Die Unsichtbare
Justus von Dohnányi für Tatort: Eine bessere Welt
Marcus Mittermeier für Der kalte Himmel
Laudatorin: Anja Kling

### Ehrenpreis „Lebenswerk“
für Katharina Thalbach
Laudator: Detlev Buck

### Ehrenpreis „Inspiration“
für Bernd Neumann für seine Rolle als Förderer von Kreativität und Schauspielkunst
Laudator: Jobst Plog

### Nachwuchs
Alina Levshin für Kriegerin